# Крештума
Крештума (порт. Crestuma)  —  населённый пункт и район в Португалии,  входит в округ Порту. Является составной частью муниципалитета  Вила-Нова-де-Гайа. Находится в составе крупной городской агломерации Большой Порту. По старому административному делению входил в провинцию Дору-Литорал. Входит в экономико-статистический  субрегион Большой Порту, который входит в Северный регион. Население составляет 2962 человека на 2001 год. Занимает площадь 4,93 км².
Покровителем района считается Святая Маринья (порт. Santa Marinha). 